# Vítězslav Jandák
Vítězslav Jandák, född 3 augusti 1947 i Prag, är en tjeckisk skådespelare och politiker. Han filmdebuterade 1969 i TV-filmen Princezna Lada och har sedan dess medverkat i över 120 filmer och TV-serier. Under åren 2005-2006 var han kulturminister för premiärministern Jiří Paroubek. Under åren 2006-2017 var han parlamentsledamot av Tjeckiens deputeradekammare.

## Filmografi, urval
- 1968 – Hälsa till svalorna
- 1975 – Attentat i gryningen
- 1975 – Askungen och de tre nötterna
- 1980 – Syndabocken
- 1980 – Arabela (TV-serie)
- 1986 – Ormbunkars skuggor
- 2020 – Förräderiets anatomi (TV-serie)